# コボールド男爵
コボールド男爵（英: Baron Cobbold）は、イギリスの男爵、貴族。連合王国貴族爵位。銀行家キャメロン・コボールドが1960年に叙位されたことに始まり、以来リットン＝コボールド家が保持する。リットン=コボールド家の保持する爵位としてはこれが唯一のものである。

## 歴史

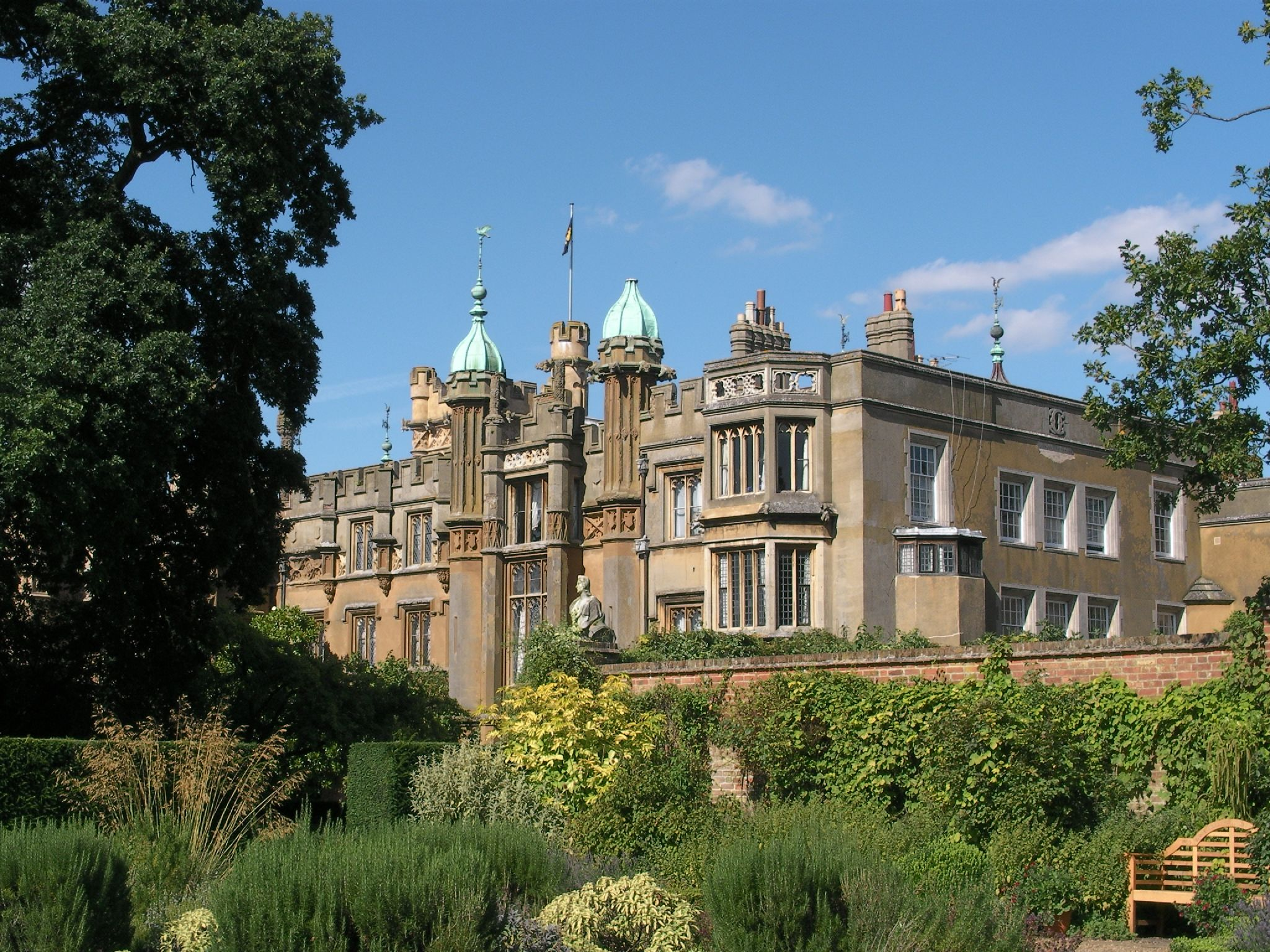
男爵家邸宅ネブワース・ハウス。

銀行家キャメロン・コボールド(1904-1987)は12年の長きにわたりイングランド銀行総裁を務めたが、総裁退任の前年にあたる1960年11月23日に連合王国貴族として「ハートフォードシャーにおけるネブワースのコボールド男爵(Baron Cobbold, of Knebworth in the County of Hertford)」に叙された。初代コボールド卿は叙爵後に宮内長官を務めたのち1987年に亡くなると、その息子デイヴィッドが爵位を相続した。
2代男爵デイヴィッド(1937-2022)は1999年貴族院法制定に伴って議席を喪失したものの、翌年の互選によって貴族院に籍を置く92人の世襲貴族に再選したのち、2014年まで同職を務めている。
その息子の3代男爵ヘンリー(1962-)が2020年現在のコボールド男爵家現当主である。
男爵家の邸宅は、かつてのリットン伯爵家邸宅ネブワース・ハウス。初代男爵はリットン伯爵家令嬢ハーマイオニーと結婚した関係から、その女系子孫にあたる男爵家が同邸宅を管理している。

## コボールド男爵（1960年）
- 初代コボールド男爵キャメロン・フロマンティール・コボールド (1904–1987)
- 第2代コボールド男爵デイヴィッド・アントニー・フロマンティール・リットン＝コボールド（英語版） (1937 - 2022[10])
- 第3代コボールド男爵ヘンリー・フロマンティール・リットン=コボールド（英語版）（1962-）

爵位の法定推定相続人は、現当主の息子であるエドワード・リットン=コボールド(1992 - )。

## 系図
- 初代コボールド男爵キャメロン・フロマンティール・コボールド (1904—1987)
  -  第2代コボールド男爵デイヴィッド・アントニー・フロマンティール・リットン＝コボールド（英語版） (1937 - )
    -  第3代コボールド男爵ヘンリー・リットン＝コボールド（英語版）  (1962 - )
      - (1) エドワード・スタックリー・フロマンティール・コボールド閣下 (1992 - )

    - (2) ピーター・ガイ・フロマンティール・コボールド閣下  (1964 - )
      - (3) フレデリック・アレクサンダー・コボールド (1992 - )

    - (4) リチャード・スタックリー・フロマンティール・コボールド閣下 (1968 - )
      - (5) サム・アーサー・フロマンティール・コボールド (1997 - )

  - (6) ロウランド・ジョン・フロマンティール・コボールド閣下  (1944 - )
    - (7) パトリック・アレクサンダー・フロマンティール・コボールド (1974 - )